# Daurene Lewis
Pour les articles homonymes, voir Lewis.
Daurene Elaine Lewis, OC, née en 1943 à Annapolis Royal, en Nouvelle-Écosse, est une personnalité politique canadienne.
Élue au conseil municipal d'Annapolis Royal en 1979, elle devient adjointe au maire en 1982 et mairesse de la ville en 1984, la première mairesse noire en Amérique du Nord. En 1988, elle est la première Néo-Écossaise noire à se présenter à une élection provinciale, sous la bannière du Parti libéral.

## Ascendance
Daurene Lewis a des liens de parenté avec Rose Fortune, une loyaliste noire qui est une personnalité marquante de la première moitié du XIXe siècle à Annapolis Royal.

## Études
Daurene Lewis est titulaire d'une maîtrise en administration des affaires l'Université Saint Mary's ainsi que d'un diplôme d'infirmière autorisée et d'enseignement des sciences infirmières de l'Université Dalhousie. 

## Carrière et engagement citoyen
Daurene Lewis a été infirmière, a enseigné les sciences infirmières et a dirigé le campus de l’Institute of Technology et le campus Akerley du Nova Scotia Community College ainsi que le Centre for Women in Business de l’Université Mount Saint Vincent. Elle a également été membre de nombreux conseils d'administration et présidente de l’Africville Heritage Trust.

## Distinctions et hommages
Daurene Lewis reçoit un diplôme honorifique de l'Université Mount Saint Vincent en 1993 et la médaille du jubilé de diamant de la reine Elizabeth II en 2002. En 2003, elle est nommée à l'Ordre du Canada.
En 2018, la place de l'hôtel de ville à Annapolis Royal reçoit son nom et un buste en bronze à son effigie de Ruth Abernethy est inauguré. 

## Publications
- (en)Daurene E. Lewis, The evaluation of the effectiveness of Home Care Nova Scotia in the Western Region of Nova Scotia, Saint Mary's University, 1997